# Піддяча Фатима Андріївна
Фатима Андріївна Піддяча (7 лютого 1915, село Довжик Харківської губернії, тепер Охтирського району Сумської області — 24 січня 1995, смт. Артемівка, тепер смт. Скороходове Чутівського району Полтавської області) — українська радянська діячка, новатор сільськогосподарського виробництва, свинарка радгоспу імені Артема Чутівського району Полтавської області. Депутат Верховної Ради УРСР 5-го скликання. Герой Соціалістичної Праці (26.02.1958).

## Біографія
Народилася в селянській родині. Здобула початкову освіту, закінчила початкову школу. Трудову діяльність розпочала у господарстві батьків.
З травня 1940 по вересень 1941 року працювала на різних роботах на Старій Фермі Артемівської селищної ради Чутівського району Полтавської області.
Під час німецько-радянської війни з 1941 по 1943 рік — робітниця громадського двору, який організувала німецька окупаційна влада замість радгоспу на Старій Фермі.
У 1943—1950 роках — робітниця, з січня 1951 до 1970 року — свинарка радгоспу імені Артема смт. Артемівки Чутівського району Полтавської області. Застосовуючи досягнення зоотехнічної науки і досвід передових свинарок, у 1957 одержала від закріпленої за нею групи свиноматок по 37, у 1958 році — по 43 ділових поросят на кожну свиноматку.
Член КПРС з 1959 року.
З 1970 року — на пенсії. Проживала на Старій Фермі смт. Артемівки Чутівського району Полтавської області, брала активну участь у громадському житті.

## Нагороди
- Герой Соціалістичної Праці (26.02.1958)
- орден Леніна (26.02.1958)
- медалі